# 六溝壠駅
六溝壠駅（ろっこうろうえき、中文表記: 六沟垅站、英文表記: Liugoulong station）は、中華人民共和国湖南省長沙市岳麓区にある長沙地下鉄4号線の駅である。

## 歴史
この駅は2017年8月に建設され、2019年5月26日に開通した。

## 駅構造
- 島式ホーム1面

## 駅周辺
- 湖南中医薬大学
- 中南大学湘雅三医院
- 中南大学湘雅医学院
- 中聯科技園
- 濱江小学
- 岳麓区少年宮